# Tatjana Patitz
Tatjana Patitz (ur. 25 maja 1966 w Hamburgu, zm. 11 stycznia 2023 w Santa Barbara) – niemiecka modelka i aktorka.

## Kariera

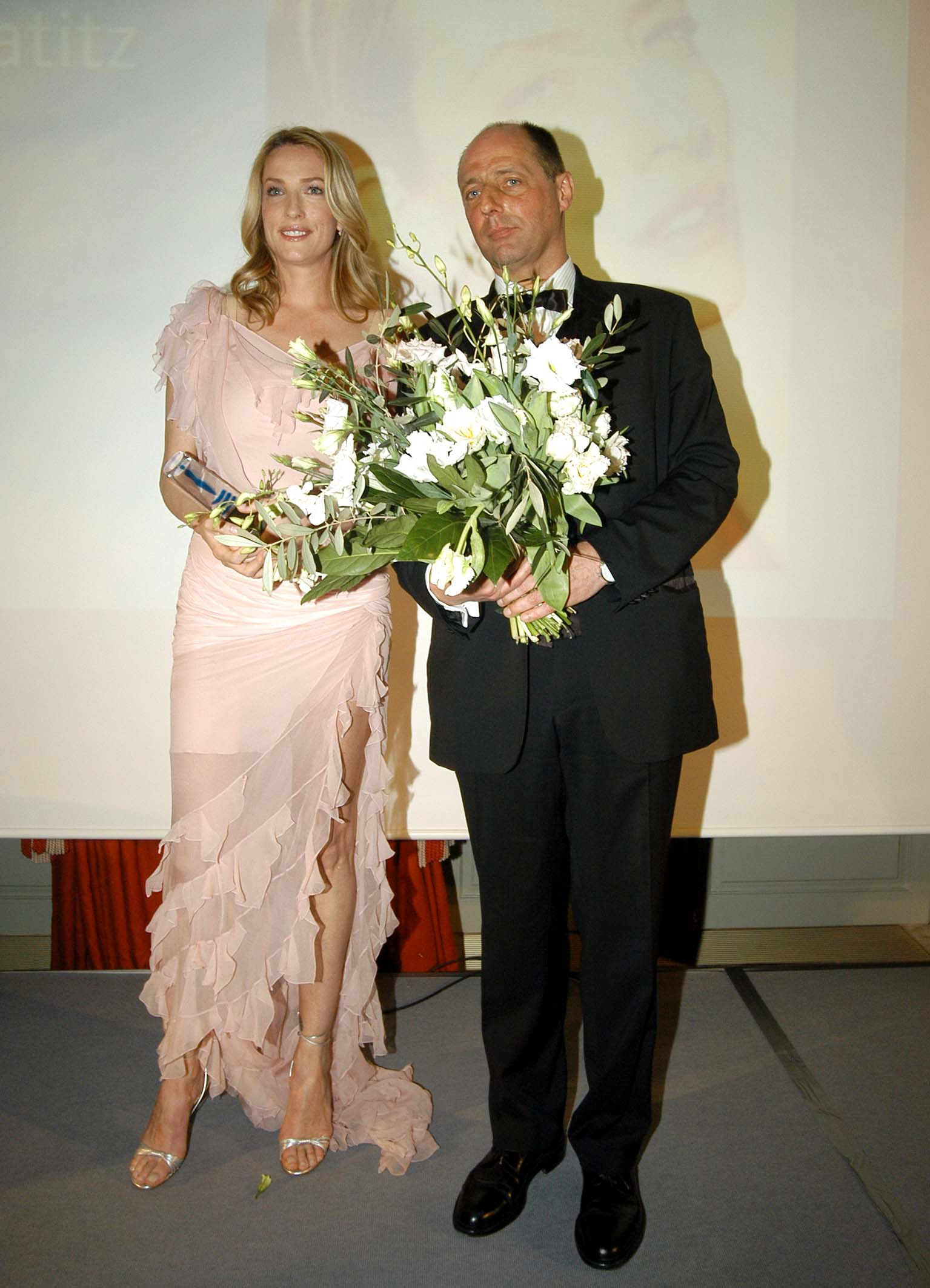
Tatjana Patitz (2005)

Tatjana Patitz karierę modelki rozpoczęła w 1984 roku w Niemczech. Jeszcze w tym samym roku pojechała do Paryża, by tam odwiedzić najlepsze agencje modelek. Podpisała kontrakt z Elite i jeszcze nim skończyła 18 lat pojawiła się na okładce francuskiego „Vogue”.
W ciągu swej wieloletniej kariery gościła na okładkach wielu czasopism poświęconych modzie, m.in.: „Vogue”, „Elle”, „Marie Claire”. Przez wiele lat była główną modelką na pokazach mody: Chanel, Karla Lagerferda i Donny Karan. Była jedną z pierwszych modelek, jakie wystąpiły w reklamach dżinsów marki Levi’s. W 1990 roku Tatjana Patitz razem z Naomi Campbell, Lindą Evangelistą, Cindy Crawford oraz Christy Turlington zostały okrzyknięte, jako pierwsze, supermodelkami. W 1993 roku w przerwach między wykonywaniem obowiązków modelki zagrała w filmie Wchodzące słońce u boku Seana Connery. W 1996 roku jej zdjęcia pojawiły się w kalendarzu firmy Pirelli.
Mimo że karierę w modelingu zakończyła w 2002 roku, od czasu do czasu pojawiała się na wybiegu. Związana była kontraktem z domem mody Chanel i Helmutem Langiem. Mieszkała w Los Angeles.
Zmarła z powodu raka piersi.